# Gustav Wilhelm Wolff
Gustav Wilhelm Wolff (14 novembre 1834 - 17 avril 1913) est un constructeur de navires et politicien britannique. Né à Hambourg, il déménage à Liverpool en 1849 pour vivre avec son oncle Gustav Christian Schwabe. Après avoir fait un apprentissage à Manchester, Wolff est employé comme dessinateur à Hyde dans le Grand Manchester, avant d'être employé par le constructeur Edward Harland comme assistant personnel.
En 1861, les deux hommes s'associent et fondent les chantiers Harland & Wolff. En plus de la construction de navires, Wolff sert comme commissaire du port de Belfast. Il fonde également la Belfast Ropeworks et sert comme membre du Parlement de Belfast est pendant 18 ans pour le Parti Conservateur et Unioniste, puis pour le Parti de l'Union entre l'Irlande et l'Ulster.

## Biographie

### Jeunesse
Gustav Wilhelm Wolff est né le 14 novembre 1834 à Hambourg et est le fils de Moritz Wolff, marchand, et de son épouse Fanny Schwabe. Il est élevé dans la tradition luthérienne, sa famille s'étant convertie du Judaïsme à cette religion en 1819. En 1849, à 15 ans, Wolff quitte Hambourg pour vivre à Liverpool avec son oncle Gustav Christian Schwabe, financier. Il y est éduqué au Liverpool College avant de servir comme apprenti chez les ingénieurs  Joseph Whitworth and Company à Manchester. La compagnie le considère comme suffisamment talentueux pour la représenter à l'Exposition universelle de 1855.
Après son apprentissage, Wolff est employé par B. Goodfellow Lrd., une firme basée à Hyde, dans le Grand Manchester, où il sert comme dessinateur. En 1857, à la suite d'une intervention de son oncle Gustav Schwabe, Wolff devient l'associé personnel d'Edward James Harland dans le chantier naval de Robert Hickson situé sur Queen's Island à Belfast. En 1861, Harland fait de Wolff son partenaire d'affaires et les chantiers navals sont renommés Harland and Wolff en 1862,,,.

### Carrière chez Harland and Wolff

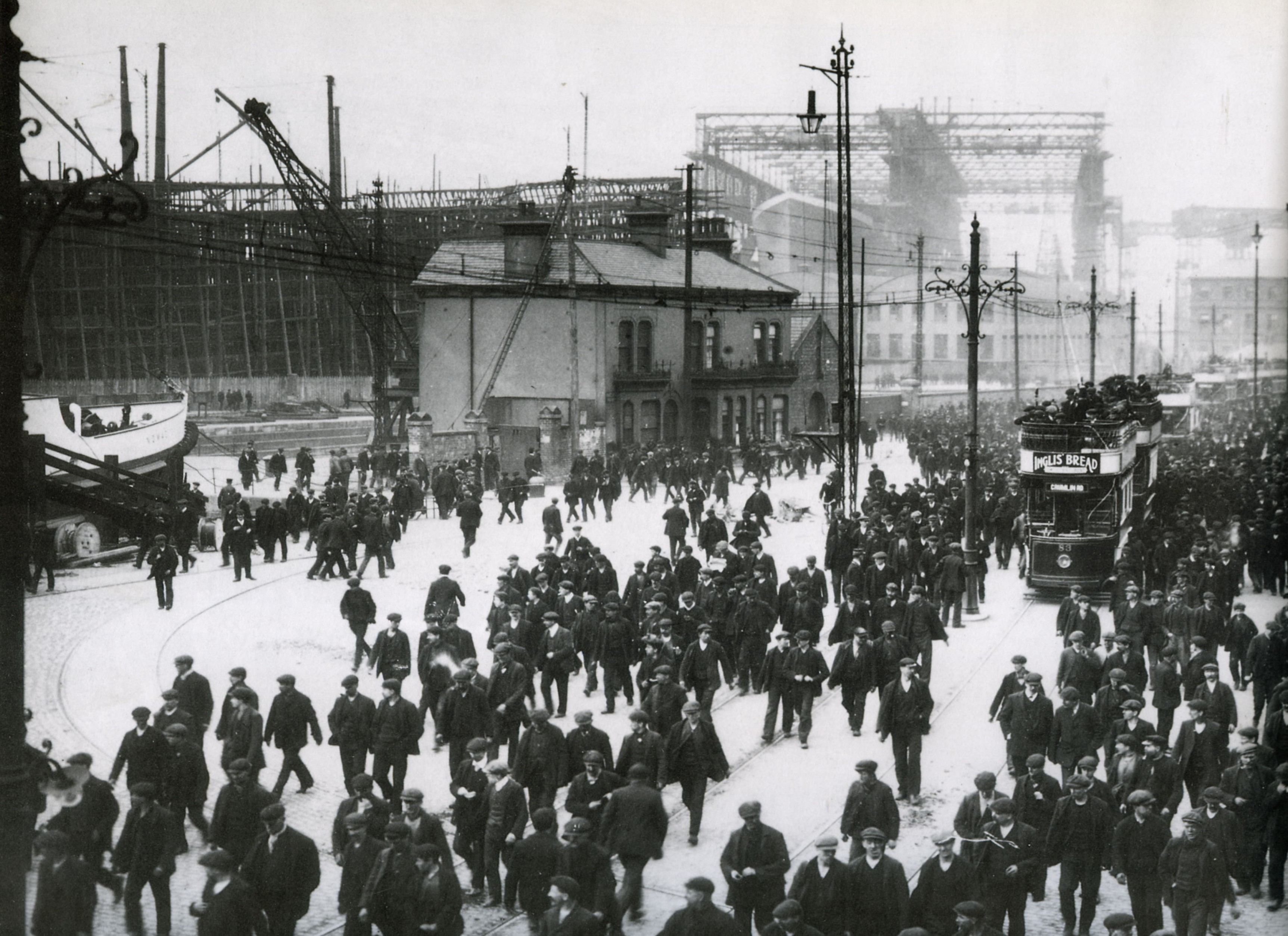
La sortie des ouvriers des chantiers Harland & Wolff durant la construction du Titanic, en 1911.

Le premier rôle de Wolff au sein des chantiers lui fait mettre à profit ses capacités d'ingénieur et de direction. Grâce à ses origines juives-allemandes, il a des liens avec les communautés juives de Hambourg et du Royaume-Uni, ce qui lui permet de faire prospérer les affaires des chantiers. Wolff y travaille beaucoup et est en partie à l'origine de la construction d'ateliers de production de machines chez Harland & Wolff en 1880,.
Après l'accès des chantiers au statut d'entreprise en 1888, Wolff devient directeur. Il parvient notamment à entretenir de bonnes relations avec Albert Ballin, président de la Hamburg America Line, qui est également un Juif d'Allemagne. De plus, son oncle ayant aidé à la reprise de la White Star Line par Thomas Henry Ismay, Wolff décroche un partenariat avec la compagnie, et les chantiers construisent la plus grande partie de ses navires, notamment le célèbre Titanic.
Wolff devient de moins en moins actif à partir de 1903 et se retire officiellement des chantiers en 1906. C'est alors en effet William James Pirrie, associé aux chantiers depuis 1874, qui est le plus actif. Wolff décrivait ainsi les relations d'affaires au sein des chantiers :

« Sir Edward [Harland] construit les navires, Mr Pirrie fait les discours, et, pour ma part, je fume les cigares. »

### Autres affaires et fin de vie

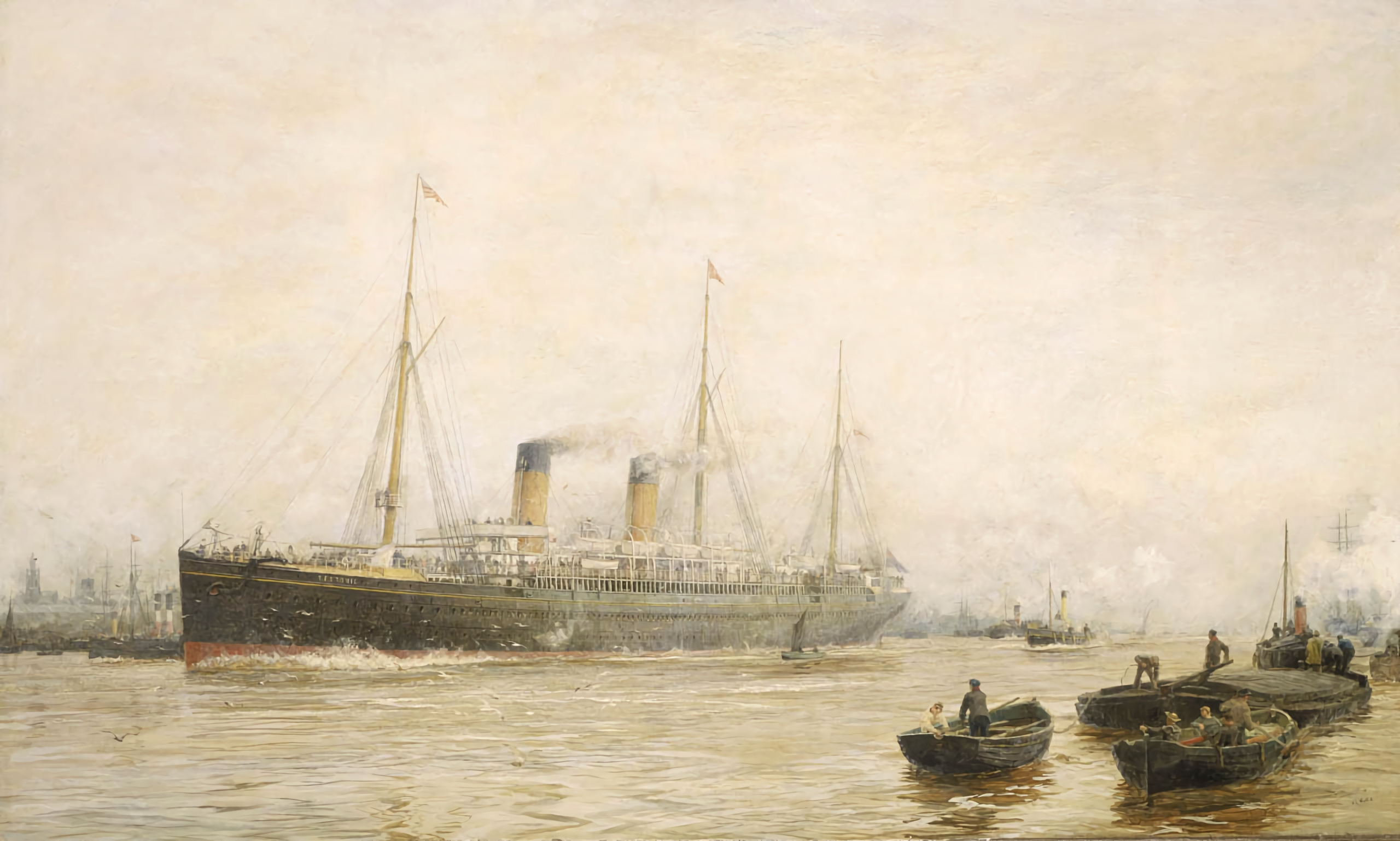
Harland et Wolff ont été surnommés « Teutonic » et « Majestic » durant leurs mandats au Parlement, en référence à deux paquebots construits par leurs chantiers.

Wolff a également d'autres affaires outre Harland & Wolff, notamment Belfast Ropeworks qu'il a fondé au début des années 1870 avec W.H. Smiles, fils de Samuel Smiles, un auteur écossais,. Sous la présidence de Wolff, la compagnie devient l'une des plus grandes corderies du monde, rivalisant avec la Gourock Ropework Company, située sur la Clyde en Écosse. Wolff achète également des parts dans l'Union Steamship Company, et en devient directeur ; sous son influence, il s'assure que les chantiers Harland & Wolff reçoivent des commandes régulières de l'Union Steamship Company. Après les négociations de Wolff, l'Union Steamship Company fusionne en 1900 avec la Castle Line de Donald Currie ; la nouvelle compagnie forme l'Union-Castle Line. 
En dehors de ses affaires, Gustav Wolff est commissaire du port de Belfast de 1887 à 1893. Wolff, comme Edward James Harland, sert également au Parlement comme membre du Parti Conservateur et Unioniste. Edward Harland et Gustav Wolff sont connus à la Chambre des communes sous les surnoms de « Majestic » et « Teutonic », les noms de deux navires construits par la compagnie pour la White Star Line. Wolff est Membre du Parlement représentant Belfast est de mars 1892 à décembre 1910, il prenait ainsi le siège d'Edward de Cobain, exclu de la Chambre et plus tard emprisonné après avoir été condamné au nom du Criminal Law Amendment Act de 1885, autrement dit pour comportements homosexuels. Wolff ne se présente cependant qu'à une seule élection ; à l'élection de 1892, Sir William Charley, du Conseil de la Reine, s'oppose à Wolff en tant que Conservateur indépendant. Wolff le bat de plus de 2 100 votes. Wolff n'affronte plus d'opposition par la suite jusqu'à sa retraite du Parlement en 1910. 
Par la suite, Wolff reçoit les Clés de la ville de Belfast. Au Parlement, il s'oppose fortement au Home Rule. Malgré ses origines juives, il est membre de l'Église d'Irlande. Il donne également de l'argent à des causes locales, dont l'Ulster Hospital et l'Institution d'Orange. Wolff est également membre de plusieurs clubs dont le Carlton Club et le Garrick Club. Après sa retraite du Parlement, Wolff ne quitte quasiment plus Londres, où il meurt le 17 avril 1913 à son domicile, 42 Park Street. Wolff ne s'est jamais marié et est mort célibataire,.

### Biographie
- (en) Bruce Beveridge, Titanic, The Ship Magnificent, Volume One: Design & Construction, The History Press, 2009, 687 p. (ISBN 978-0-7524-4606-6)
- (en) Mark Chirnside, The Olympic-class ships : Olympic, Titanic, Britannic, Tempus, 2004, 349 p. (ISBN 0-7524-2868-3)